# Marvel (futbolista)
Marvelous Antolín Garzón (Casablanca, Marruecos, 9 de enero de 2003), más conocido como Marvel,  es un futbolista español que juega como defensa central en el Córdoba C. F. cedido por el Real Madrid Castilla Club de Fútbol de la liga Primera Federeracion, tercera categoría del fútbol de España.

## Trayectoria
Nacido en Casablanca (Marruecos), de madre nigeriana que lo trajo a España cuando era un bebé, Marvel fue adoptado por una familia española a la edad de tres años. En 2010, con 7 años ingresó en la cantera del Real Madrid Club de Fútbol, pero en la temporada siguiente se marcharía al Atlético de Madrid, donde estaría otra temporada, antes de llegar en la RSD Alcalá, donde permaneció desde 2012 a 2015. 
En la temporada 2015-16, jugaría en las bases del Rayo Vallecano, antes de regresar al Real Madrid Club de Fútbol en 2016.
En la temporada 2016-17, Marvel se incorpora al equipo infantil "A" del Real Madrid e iría quemando etapas en La Fábrica, pasando luego por el cadete "B" y "A", juvenil "C" y "B". En la temporada 2021-22, siendo integrante del juvenil "A", en octubre de 2021 debutó con el Real Madrid Castilla en Primera Federación y Florentino Pérez elogió personalmente su actuación en el empate a 0 con el FC Barcelona B. Marvel sería convocado en varias ocasiones a los entrenamientos del primer equipo del Real Madrid CF.
En la temporada 2022-23, formaría parte del Real Madrid Castilla Club de Fútbol en la Primera Federación.
De cara a la temporada 2024-25, fue cedido al Córdoba CF, recién ascendido a la Segunda División de España.

## Selección nacional

### Categorías inferiores
Marvel es internacional con la selección de fútbol sub-19 de España.

## Estadísticas

### Clubes
Actualizado al último partido disputado el 17 de noviembre de 2024.
| Club                          | Div.          | Temporada     | Liga  | Liga  | Liga   | Copas nacionales | Copas nacionales | Copas nacionales | Torneos internacionales | Torneos internacionales | Torneos internacionales | Total | Total | Total  |
| Club                          | Div.          | Temporada     | Part. | Goles | Asist. | Part.            | Goles            | Asist.           | Part.                   | Goles                   | Asist.                  | Part. | Goles | Asist. |
| ----------------------------- | ------------- | ------------- | ----- | ----- | ------ | ---------------- | ---------------- | ---------------- | ----------------------- | ----------------------- | ----------------------- | ----- | ----- | ------ |
| Real Madrid Castilla · España | 1.ª F         | 2021-22       | 6     | 0     | 0      | ―                | ―                | ―                | ―                       | ―                       | ―                       | 6     | 0     | 0      |
| Real Madrid Castilla · España | 1.ª F         | 2022-23       | 31    | 2     | 0      | ―                | ―                | ―                | ―                       | ―                       | ―                       | 31    | 2     | 0      |
| Real Madrid Castilla · España | 1.ª F         | 2023-24       | 15    | 0     | 0      | ―                | ―                | ―                | ―                       | ―                       | ―                       | 15    | 0     | 0      |
| Real Madrid Castilla · España | Total club    | Total club    | 52    | 2     | 0      | ―                | ―                | ―                | ―                       | ―                       | ―                       | 52    | 2     | 0      |
| Córdoba C. F. · España        | 2.ª           | 2024-25       | 11    | 0     | 0      | 1                | 0                | 0                | ―                       | ―                       | ―                       | 12    | 0     | 0      |
| Córdoba C. F. · España        | Total club    | Total club    | 11    | 0     | 0      | 1                | 0                | 0                | ―                       | ―                       | ―                       | 12    | 0     | 0      |
| Total carrera                 | Total carrera | Total carrera | 63    | 2     | 0      | 1                | 0                | 0                | 0                       | 0                       | 0                       | 64    | 2     | 0      |